# روبي ديموند
روبي ديموند (Robbie Daymond) (إسمه الكامل روبرت ديموند نايلز (Robert Daymond Niles)) هو ممثل أمريكي ولد في 11 مارس 1982 في تشيسترفيلد، ميزوري.

## أدواره في السينما الأمريكية
- فيلم ليغو - راندي

## أدواره في الأنمي

### مسلسلات أنمي تلفزيونية
- سيلور مون - مامورو تشيبا/تكسيدو كامن
- سورد آرت اونلاين II - دكتور كوراهاشي
- روك لي وأصدقائه النينجا - مارد, ديدارا, إيتاشي أوتشيها
- فيت/ستاي نايت Unlimited Blade Works - إيسّيه ريودو
- غود إيتر - لينكا أوتسوغي
- كذبتك في أبريل - سايتو
- ون بنتش مان - مومين رايدر
- تيلز أوف زيستيريا ذا كروس - سراي

### أنمي الإنترنت
- سيلور مون كريستال - مامورو تشيبا/تكسيدو كامن

### أفلام أنمي
- باتيما المعكوسة - بورتا
- الأخير: ناروتو الفيلم - تونيري أوتسوتسوكي
- سلسلة أفلام ديجيمون أدفنتشر تراي
  - ديجيمون أدفنتشر تراي الفصل الأول: لم الشمل - جو كيدو
- فيلم سورد آرت أونلاين: أوردينال سكيل - دكتور كوراهاشي
- صوت صامت - شويا إيشيدا

## أدواره في الرسوم المتحركة
- عاملا الخبز - كواكوا
- إلى بليك! - بليك مايرز
- مارفل سبايدرمان - بيتر باركر/سبايدرمان
- كارمن ساندييغو - تري ستيرلينغ

## أدواره في ألعاب الفيديو
- تيلز أوف زيستيريا - سراي
- لورد أوف ماغنا: ميدن هيفن - لوكس إدوارد
- ستيلا غلو - ألتو
- تينيج ميوتانت نينجا تيرتلز: ميوتانتس إن مانهاتن - مايكل أنجلو
- بيرسونا 5 - غورو أكيتشي
- فاينل فانتسي XV - برومبتو أرجنتوم

## وصلات خارجية
- روبي ديموند على موقع IMDb (الإنجليزية)
- روبي ديموند على موقع أول موفي (الإنجليزية)
- روبي ديموند على موقع قاعدة بيانات الفيلم (الإنجليزية)
- روبي ديموند على موقع كينوبويسك (الروسية)
- روبي ديموند على موقع ANN person (الإنجليزية)